# Yamakoshi Yasuhiro
Yamakoshi Yasuhiro (山腰 泰博 Yamakoshi Yasuhiro, sinh ngày 16 tháng 9 năm 1985 ở Tokyo) là một cầu thủ bóng đá người Nhật Bản. Anh đá ở vị trí tiền đạo và được biết đến với những cú sút uy lực và những quả đá phạt trực tiếp cự li ngắn.